# Gare de la Meilleraie
La gare de la Meilleraie est une gare ferroviaire française de la ligne des Sables-d'Olonne à Tours, située sur le territoire de la commune de La Meilleraie-Tillay, dans le département de la Vendée, en région Pays de la Loire. 

## Situation ferroviaire
La gare de la Meilleraie est située au point kilométrique (PK) 89,070 de la ligne des Sables-d'Olonne à Tours, entre les gares ouvertes de Chantonnay et de Pouzauges. Elle est séparée de Chantonnay par les gares aujourd'hui fermée de tout trafic de Chavagnes-les-Redoux et de Sigournais.

## Histoire
La gare est desservie par quelques trains de fret.

## Service des voyageurs
La gare est fermée au trafic voyageur.